# Froschmänner
Froschmänner (Originaltitel: The Frogmen) ist ein US-amerikanischer Kriegsfilm, den Lloyd Bacon im Jahre 1951 inszenierte. Das Drehbuch basiert auf einer Erzählung von Oscar Millard. In Deutschland erfuhr der Film seine Kinopremiere am 13. Januar 1953. Froschmann ist eine ältere Bezeichnung für einen Kampfschwimmer.

## Handlung
Der Zweite Weltkrieg wird im Südpazifik mit unerbittlicher Härte geführt. Das Unterwasser-Sabotage-Team Nr. 4 der United States Navy verliert bei einem Einsatz ihren Kommandanten Jack Cassidy. Der sehr auf Disziplin bedachte Lieutenant Commander John Lawrence übernimmt das Kommando über den 30-Mann-Trupp. Lawrences Reserviertheit macht die Männer anfangs misstrauisch, doch langsam beginnt das Verhältnis sich zu bessern. Erst als es zwischen den Tauchern und Matrosen zu einer Schlägerei kommt, fühlen sich die Männer des Teams ungerecht von Lawrence behandelt, der seine Missbilligung deutlich zeigt. Der Kapitän des Schiffes, mit dessen Matrosen sich der Trupp geschlagen hat, Lieutenant Commander Pete Vincent, erklärt Lawrence, er solle es lockerer sehen. Die Männer gehen auf lebensgefährliche Missionen, um Landeoperationen vorzubereiten und brauchen ein Ventil, ihre Spannungen abzubauen. Lawrence bleibt dennoch unnachgiebig, was seine Mannschaft verbittert.
Für eine Aufklärungsmission teilt er den Trupp in zwei Gruppen. Den Trupp, der den gefährlicheren Teil der Mission zu absolvieren hat, kommandiert der nervöse Jake Flannigan. Während der Mission, die zur Landungsvorbereitung auf einer von Japanern gehaltenen Insel dient, verletzt sich Lawrence an einigen Korallen. Zudem läuft eines der Boote, das die Männer wieder aufnehmen soll, auf einer Korallenbank auf und sinkt. Flannigan und der verwundete Soldat Kinsella sind im Wasser zurückgeblieben. Lawrence gibt seinem Bootsführer Befehl zum Mutterschiff zurückzukehren, um zuerst die wichtigen Informationen abzuliefern. Ein anderes Boot nimmt die beiden Schiffbrüchigen auf. Die Männer der Einheit sind erbost wegen der augenscheinlichen Herzlosigkeit ihres Kommandeurs, viele wollen sich zu anderen Einheiten versetzen lassen, unter ihnen Flannigan. Doch Lawrence besteht darauf, die Mission zu Ende zu führen, damit die Insel von den amerikanischen Truppen gestürmt werden kann.
Am nächsten Morgen ist Lawrence erkrankt, das Gift der Koralle, an der er sich am Bein verletzt hat, zeigt seine Wirkung. Er zeigt gegenüber seinen Männern kein Anzeichen der Krankheit und überträgt Flannigan das Kommando der Mission und bleibt zurück. Die Männer glauben, Lawrence sei feige und führen ihre Mission verärgert aber erfolgreich durch. Dabei wird Creighton, als er ein Zeichen für die amerikanischen Landungstruppen auf dem Strand installiert, von einem japanischen Scharfschützen angeschossen. Flannigan zieht ihn in das Aufnahmeboot, die Männer kehren zum Schiff zurück. Die japanische Kugel steckt in Creightons Wirbelsäule, so dass dieser ins Navy-Hospital transportiert werden muss. Dabei kommt es zu weiteren Auseinandersetzungen zwischen Lawrence und Flannigan, der die Männer der Einheit dazu bringt, um Versetzung zu bitten.
Bei einer Besprechung zwischen Lawrence und Vincent, Thema ist die Verehrung des vorherigen Kommandeurs Cassidy durch seine Männer, wird das Schiff von einem Torpedo getroffen. Der Torpedo explodiert jedoch nicht, kommt aber erst im Sanitätsbereich – direkt neben Creightons Bett – zum Stehen. Lawrences Männer können den Torpedo entschärfen. Kurz darauf erhält Lawrence den Befehl, einen japanischen U-Boot-Stützpunkt zu zerstören. Lawrence erklärt seinen Leuten, dass dies der letzte Einsatz sei, den sie gemeinsam machen, da er selber um seine Versetzung gebeten habe. Er sei stolz auf seine Leute. Flannigan glaubt, Lawrence wolle wieder zurückbleiben, doch der Commander führt die Mission selbst an. Als einer der Taucher einen Signaldraht berührt, sind die Japaner alarmiert. Auf die amerikanischen Taucher wird geschossen, bald greifen japanische Taucher an und es kommt zu einem Kampf Mann gegen Mann unter Wasser. Lawrence wird von seinem Gegner schwer verletzt. Er befiehlt Flannigan ihn zurückzulassen, um die Flucht seiner Leute nicht zu behindern. Flannigan widersetzt sich dem Befehl und zieht Lawrence in Sicherheit. Der Einsatz ist ein Erfolg.
Lawrence kommt ins Lazarett, an seiner Seite Creighton. Seine Männer respektieren ihn nun, zumal er ein Porträt Cassidys, dass die Männer für dessen Witwe in Auftrag gegeben haben, mitunterzeichnet.

## Kritiken
„Durchschnittliches Kriegsabenteuer, gut besetzt und mit für die Entstehungszeit beachtlichen Unterwasseraufnahmen.“

„Straff inszeniert, (einigermaßen) realistisch.“

## Auszeichnungen
Oscarverleihung 1952
- Nominierung in der Kategorie Beste Originalgeschichte für Oscar Millard
- Nominierung in der Kategorie Beste Schwarzweiß-Kamera für Norbert Brodine

## Hintergrund
Als Vorbild für diese Produktion der 20th Century Fox diente das Underwater Demolition Team UDT-4. Dieses Team wurde bei der Invasion der Philippinen und den Inseln Guam, Saipan und Okinawa eingesetzt. UDTs wurden seit 1943 trainiert und eingesetzt, um Landeoperationen vorzubereiten. 1961 formierte sich daraus die auch international bekannte Spezialeinheit Navy Seals.
Regisseur Bacon erkrankte während der Dreharbeiten an einer Grippe. Während seiner Krankheit übernahm Regie-Assistent Dick Mayberry die Leitung. Roy Del Ruth inszenierte 1957 ein einstündiges TV-Remake des Films mit dem Titel Deep Water (Hauptrollen Ralph Meeker und James Whitmore).
Für Jeffrey Hunter und Robert Wagner war es die vierte Rolle in einem Spielfilm, für Warren Stevens die zweite, wobei seine Rolle im ersten Film im Abspann nicht erwähnt wurde. Einen unerwähnten Auftritt als Team-Mitglied hatte in diesem Film Jack Warden, sein dritter Kinofilm-Einsatz.
Regie-Assistent neben Mayberry war auch Robert D. Webb, der in dieser Funktion 1938 mit dem Oscar geehrt wurde. Für die Filmausstattung waren u. a. die mehrfachen Oscar-Preisträger Lyle R. Wheeler als Art-Director und Thomas Little als Set-Decorator zuständig. Für den Ton sorgte Roger Heman Sr., für die Spezial-Effekte Fred Sersen. Die Kostüme lagen in der Verantwortung von Charles LeMaire. Der musikalische Direktor war Lionel Newman.